# Mohammad Reza Geraei
Mohammad Reza Abdolhami Geraei (en persan : محمدرضا گرایی), né le 27 juillet 1996 à Chiraz, est un lutteur iranien pratiquant la lutte gréco-romaine. Il est le frère de Mohammadali Geraei (en), autre lutteur qui évolue en catégorie -77kg. 
Mohammad Reza lui évolue dans la catégorie inférieur -67 kg.

## Biographie
Lors de ses premiers mondiaux en 2018, il finit huitième battu en quart de finale par le kazakh Meirzhan Shermakhanbet. La même année, il décroche la médaille de bronze aux Jeux asiatiques de 2018. Il concoure a lors toujours en parallèle en U23 avec de beaux résultats en 2019 avec une médaille d'or aux mondiaux espoirs et une médaille d'argent aux championnats asiatiques espoirs qui viendra compléter son titre au terme du championnat asiatique sénior à Xi'an en -72 kg.
En 2021, il participe avec son frère aux Jeux olympiques de Tokyo où il remporte la médaille d'or catégorie poids léger en battant l'Ukrainien Parviz Nasibov en finale sur le score de 9-1. Il confirme son statut de champion en s'imposant en octobre lors des championnats du monde 2021 à Oslo

## Palmarès

### Jeux olympiques
- Médaille d'or dans la catégorie des moins de 67 kg en 2021 à Tokyo

### Championnats du monde
- Médaille d'or dans la catégorie des moins de 67 kg en 2018 à Oslo